# Liste der Gebietsänderungen in Brandenburg 2001
Die Liste der Gebietsänderungen im Land Brandenburg 2001 enthält wichtige Änderungen der Gemeindegebiete des Landes Brandenburg in der Zeit vom 1. Januar 2001 bis zum 31. Dezember 2001. Dazu zählen unter anderem Zusammenschlüsse und Trennungen von Gemeinden, Eingliederungen von Gemeinden in eine andere, Änderungen des Gemeindenamens und größere Umgliederungen von Teilen einer Gemeinde in eine andere.

## Legende
- Datum: juristisches Wirkungsdatum der Gebietsänderung
- Gemeinde vor der Änderung: Gemeinde vor der Gebietsänderung
- Maßnahme: Art der Änderung
- Gemeinde nach der Änderung: Gemeinde nach der Gebietsänderung
- Kreis: Kreis der Gemeinde nach der Gebietsänderung
- OT: Ortsteil

Die Sortierung erfolgt chronologisch: Datum, kreisfreie Städte, Landkreise, aufnehmende oder neu gebildete Gemeinde. Heute noch bestehende Gemeinden sind farbig unterlegt.

## Liste
| Datum      | Gemeinde vor der Änderung | Maßnahme        | Gemeinde nach der Änderung   | Landkreis             |
| ---------- | --- | --------------- | ---------------------------- | --------------------- |
| 31.03.2001 | Chossewitz Friedland Groß Briesen Günthersdorf Karras Klein Muckrow Kummerow Leißnitz Lindow Niewisch Pieskow Schadow Weichensdorf Zeust        | Zusammenschluss | Friedland                    | Oder-Spree            |
| 01.05.2001 | Marienwerder Sophienstädt | Zusammenschluss | Marienwerder                 | Barnim                |
| 01.07.2001 | Ladeburg | Eingliederung   | Bernau bei Berlin            | Barnim                |
| 01.07.2001 | Barsikow Bückwitz Dessow Nackel | Eingliederung   | Wusterhausen/Dosse           | Ostprignitz-Ruppin    |
| 01.08.2001 | Criewen Zützen | Eingliederung   | Schwedt/Oder                 | Uckermark             |
| 31.08.2001 | Dübrichen Hennersdorf Nexdorf Prießen Werenzhain                                                                                                | Eingliederung   | Doberlug-Kirchhain           | Elbe-Elster           |
| 31.08.2001 | Altenau Brottewitz Fichtenberg Koßdorf Martinskirchen Mühlberg/Elbe                                                                             | Zusammenschluss | Mühlberg/Elbe                | Elbe-Elster           |
| 01.11.2001 | Frankenhain Jagsal Oelsig Schlieben Wehrhain Werchau                                                                                            | Zusammenschluss | Schlieben                    | Elbe-Elster           |
| 01.11.2001 | Ferdinandshorst Fürstenwerder Gollmitz Holzendorf Kraatz Naugarten Röpersdorf/Sternhagen Schapow Schönermark Weggun                             | Zusammenschluss | Nordwestuckermark            | Uckermark             |
| 01.11.2001 | Dauer Dedelow Güstow Klinkow Schönwerder | Eingliederung   | Prenzlau                     | Uckermark             |
| 01.11.2001 | Schenkenberg OT Blindow | Umgliederung    | Prenzlau                     | Uckermark             |
| 30.11.2001 | Ahrensdorf | Eingliederung   | Ludwigsfelde                 | Teltow-Fläming        |
| 01.12.2001 | Benken Grubo Jeserig/Fläming Jeserigerhütten Klepzig Lehnsdorf Medewitz Mützdorf Neuehütten Reetz Reetzerhütten Reppinichen Schlamau Wiesenburg | Zusammenschluss | Wiesenburg/Mark              | Potsdam-Mittelmark    |
| 31.12.2001 | Weesow | Eingliederung   | Werneuchen                   | Barnim                |
| 31.12.2001 | Beesdau Berstequell Falkenberg Goßmar Heideblick Pitschen-Pickel                                                                                | Zusammenschluss | Heideblick                   | Dahme-Spreewald       |
| 31.12.2001 | Groß Wasserburg Krausnick | Zusammenschluss | Krausnick-Groß Wasserburg    | Dahme-Spreewald       |
| 31.12.2001 | Terpt Zöllmersdorf | Eingliederung   | Luckau                       | Dahme-Spreewald       |
| 31.12.2001 | Rietzneuendorf-Friedrichshof Staakow | Zusammenschluss | Rietzneuendorf-Staakow       | Dahme-Spreewald       |
| 31.12.2001 | Schönwalde Waldow/Brand | Zusammenschluss | Schönwald                    | Dahme-Spreewald       |
| 31.12.2001 | Leibsch Neuendorf am See Neu Lübbenau | Zusammenschluss | Unterspreewald               | Dahme-Spreewald       |
| 31.12.2001 | Buchhain | Eingliederung   | Doberlug-Kirchhain           | Elbe-Elster           |
| 31.12.2001 | Beyern Großrössen Kölsa Rehfeld | Eingliederung   | Falkenberg/Elster            | Elbe-Elster           |
| 31.12.2001 | Hillmersdorf Naundorf Stechau | Zusammenschluss | Fichtwald                    | Elbe-Elster           |
| 31.12.2001 | Gorden Staupitz | Zusammenschluss | Gorden-Staupitz              | Elbe-Elster           |
| 31.12.2001 | Eichholz-Drößig Fischwasser | Zusammenschluss | Heideland                    | Elbe-Elster           |
| 31.12.2001 | Arnsnesta Borken Buckau Fermerswalde Friedersdorf Gräfendorf Löhsten Mahdel Osteroda Rahnisdorf Züllsdorf                                       | Eingliederung   | Herzberg/Elster              | Elbe-Elster           |
| 31.12.2001 | Hohenbucko Proßmarke | Zusammenschluss | Hohenbucko                   | Elbe-Elster           |
| 31.12.2001 | Kolochau Malitschkendorf Polzen | Zusammenschluss | Kremitzaue                   | Elbe-Elster           |
| 31.12.2001 | Freileben Körba Lebusa | Zusammenschluss | Lebusa                       | Elbe-Elster           |
| 31.12.2001 | Gröbitz Ponnsdorf | Eingliederung   | Massen-Niederlausitz         | Elbe-Elster           |
| 31.12.2001 | Döllingen Kahla | Eingliederung   | Plessa                       | Elbe-Elster           |
| 31.12.2001 | Oppelhain Rückersdorf | Zusammenschluss | Rückersdorf                  | Elbe-Elster           |
| 31.12.2001 | Heideeck Schönewalde Themesgrund Wildberg | Zusammenschluss | Schönewalde                  | Elbe-Elster           |
| 31.12.2001 | Bahnsdorf Drasdo Uebigau Wiederau | Eingliederung   | Wahrenbrück                  | Elbe-Elster           |
| 31.12.2001 | Böhne Göttlin Grütz Semlin Steckelsdorf | Eingliederung   | Rathenow                     | Havelland             |
| 31.12.2001 | Gülpe Parey Spaatz Strodehne Wolsier | Zusammenschluss | Havelaue                     | Havelland             |
| 31.12.2001 | Hohennauen Wassersuppe Witzke | Zusammenschluss | Seeblick                     | Havelland             |
| 31.12.2001 | Alt Tucheband Hathenow Rathstock | Zusammenschluss | Alt Tucheband                | Märkisch-Oderland     |
| 31.12.2001 | Beiersdorf Freudenberg | Zusammenschluss | Beiersdorf-Freudenberg       | Märkisch-Oderland     |
| 31.12.2001 | Bleyen Genschmar | Zusammenschluss | Bleyen-Genschmar             | Märkisch-Oderland     |
| 31.12.2001 | Dannenberg/Mark Falkenberg/Mark Kruge/Gersdorf                                                                                                  | Zusammenschluss | Falkenberg                   | Märkisch-Oderland     |
| 31.12.2001 | Garzau Garzin | Zusammenschluss | Garzau-Garzin                | Märkisch-Oderland     |
| 31.12.2001 | Brunow Heckelberg | Zusammenschluss | Heckelberg-Brunow            | Märkisch-Oderland     |
| 31.12.2001 | Mallnow Wulkow bei Booßen | Eingliederung   | Lebus                        | Märkisch-Oderland     |
| 31.12.2001 | Batzlow Reichenberg Ringenwalde | Zusammenschluss | Märkische Höhe               | Märkisch-Oderland     |
| 31.12.2001 | Bollersdorf Grunow Klosterdorf | Zusammenschluss | Oberbarnim                   | Märkisch-Oderland     |
| 31.12.2001 | Beetz Flatow Groß-Ziethen Hohenbruch Kremmen Sommerfeld Staffelde                                                                               | Zusammenschluss | Kremmen                      | Oberhavel             |
| 31.12.2001 | Neuendorf | Eingliederung   | Löwenberger Land             | Oberhavel             |
| 31.12.2001 | Bärenklau Bötzow Marwitz Oberkrämer Schwante | Zusammenschluss | Oberkrämer                   | Oberhavel             |
| 31.12.2001 | Bergsdorf Ribbeck Vogelsang | Eingliederung   | Zehdenick                    | Oberhavel             |
| 31.12.2001 | Buckow Craupe Gollmitz Groß Jehser Zinnitz | Eingliederung   | Calau                        | Oberspreewald-Lausitz |
| 31.12.2001 | Allmosen Barzig Saalhausen Wormlage | Eingliederung   | Großräschen                  | Oberspreewald-Lausitz |
| 31.12.2001 | Annahütte Drochow Hörlitz Klettwitz Meuro Schipkau                                                                                              | Zusammenschluss | Schipkau                     | Oberspreewald-Lausitz |
| 31.12.2001 | Brieske Großkoschen Hosena Niemtsch Peickwitz                                                                                                   | Eingliederung   | Senftenberg                  | Oberspreewald-Lausitz |
| 31.12.2001 | Göritz Naundorf Repten Stradow | Eingliederung   | Vetschau/Spreewald           | Oberspreewald-Lausitz |
| 31.12.2001 | Grünheide (Mark) Kagel Kienbaum | Zusammenschluss | Grünheide (Mark)             | Oder-Spree            |
| 31.12.2001 | Reudnitz | Eingliederung   | Friedland                    | Oder-Spree            |
| 31.12.2001 | Alt Madlitz Wilmersdorf | Zusammenschluss | Madlitz-Wilmersdorf          | Oder-Spree            |
| 31.12.2001 | Breslack Coschen Ratzdorf Wellmitz | Zusammenschluss | Neißemünde                   | Oder-Spree            |
| 31.12.2001 | Bahro Bomsdorf Göhlen Henzendorf Kobbeln Möbiskruge Neuzelle Schwerzko Steinsdorf Streichwitz Treppeln                                          | Zusammenschluss | Neuzelle                     | Oder-Spree            |
| 31.12.2001 | Dahmsdorf Kolpin Reichenwalde | Zusammenschluss | Reichenwalde                 | Oder-Spree            |
| 31.12.2001 | Ahrensdorf Birkholz Buckow Drahendorf Görzig Groß Rietz Herzberg Neubrück Pfaffendorf Sauen Wilmersdorf                                         | Zusammenschluss | Rietz-Neuendorf              | Oder-Spree            |
| 31.12.2001 | Braunsdorf | Eingliederung   | Spreenhagen                  | Oder-Spree            |
| 31.12.2001 | Arensdorf Beerfelde Hasenfelde Heinersdorf Jänickendorf Schönfelde Steinhöfel Tempelberg                                                        | Zusammenschluss | Steinhöfel                   | Oder-Spree            |
| 31.12.2001 | Briescht Falkenberg Giesensdorf Görsdorf b. Beeskow Kossenblatt Lindenberg Mittweide Ranzig Tauche Trebatsch Werder                             | Zusammenschluss | Tauche                       | Oder-Spree            |
| 31.12.2001 | Banzendorf Keller Klosterheide | Eingliederung   | Lindow (Mark)                | Ostprignitz-Ruppin    |
| 31.12.2001 | Plänitz-Leddin Roddahn | Eingliederung   | Neustadt (Dosse)             | Ostprignitz-Ruppin    |
| 31.12.2001 | Schönermark Stüdenitz | Zusammenschluss | Stüdenitz-Schönermark        | Ostprignitz-Ruppin    |
| 31.12.2001 | Seebeck-Strubensee Vielitz | Zusammenschluss | Vielitzsee                   | Ostprignitz-Ruppin    |
| 31.12.2001 | Buchholz bei Beelitz Busendorf Elsholz Fichtenwalde Reesdorf Rieben Salzbrunn Schäpe Schlunkendorf Wittbrietzen Zauchwitz                       | Eingliederung   | Beelitz                      | Potsdam-Mittelmark    |
| 31.12.2001 | Rogäsen Viesen Warchau | Zusammenschluss | Rosenau                      | Potsdam-Mittelmark    |
| 31.12.2001 | Zitz | Eingliederung   | Rosenau                      | Potsdam-Mittelmark    |
| 31.12.2001 | Güterfelde Schenkenhorst Sputendorf | Eingliederung   | Stahnsdorf                   | Potsdam-Mittelmark    |
| 31.12.2001 | Glindow Kemnitz (Werder (Havel)) Phöben | Eingliederung   | Werder (Havel)               | Potsdam-Mittelmark    |
| 31.12.2001 | Grube | Eingliederung   | Bad Wilsnack                 | Prignitz              |
| 31.12.2001 | Gülitz Reetz | Zusammenschluss | Gülitz-Reetz                 | Prignitz              |
| 31.12.2001 | Halenbeck Rohlsdorf | Zusammenschluss | Halenbeck-Rohlsdorf          | Prignitz              |
| 31.12.2001 | Blüthen Dallmin Groß Warnow Karstädt Kribbe Laaslich Premslin Reckenzin                                                                         | Zusammenschluss | Karstädt                     | Prignitz              |
| 31.12.2001 | Grabow-Buckow Preddöhl | Zusammenschluss | Kümmernitztal                | Prignitz              |
| 31.12.2001 | Frehne Jännersdorf Krempendorf Stepenitz | Zusammenschluss | Marienfließ                  | Prignitz              |
| 31.12.2001 | Schmolde | Eingliederung   | Meyenburg                    | Prignitz              |
| 31.12.2001 | Hülsebeck | Eingliederung   | Pirow                        | Prignitz              |
| 31.12.2001 | Bendelin Glöwen Hoppenrade Kleinow Kletzke Krampfer Netzow Viesecke                                                                             | Zusammenschluss | Plattenburg                  | Prignitz              |
| 31.12.2001 | Giesensdorf | Eingliederung   | Pritzwalk                    | Prignitz              |
| 31.12.2001 | Laaske Lockstädt Lütkendorf Mansfeld Nettelbeck Porep Putlitz Sagast Telschow-Weitgendorf                                                       | Zusammenschluss | Putlitz                      | Prignitz              |
| 31.12.2001 | Mertensdorf Silmersdorf Triglitz | Zusammenschluss | Triglitz                     | Prignitz              |
| 31.12.2001 | Müschen | Eingliederung   | Burg (Spreewald)             | Spree-Neiße           |
| 31.12.2001 | Dissen Striesow | Zusammenschluss | Dissen-Striesow              | Spree-Neiße           |
| 31.12.2001 | Casel Domsdorf Drebkau Greifenhain Jehserig Laubst Leuthen Schorbus Siewisch                                                                    | Zusammenschluss | Drebkau                      | Spree-Neiße           |
| 31.12.2001 | Bloischdorf Bohsdorf Friedrichshain Klein Loitz                                                                                                 | Zusammenschluss | Felixsee                     | Spree-Neiße           |
| 31.12.2001 | Groß Schacksdorf Simmersdorf | Zusammenschluss | Groß Schacksdorf-Simmersdorf | Spree-Neiße           |
| 31.12.2001 | Hornow Wadelsdorf | Zusammenschluss | Hornow-Wadelsdorf            | Spree-Neiße           |
| 31.12.2001 | Jämlitz Klein Düben | Zusammenschluss | Jämlitz-Klein Düben          | Spree-Neiße           |
| 31.12.2001 | Groß Kölzig Jerischke Jocksdorf Klein Kölzig Preschen                                                                                           | Zusammenschluss | Neiße-Malxetal               | Spree-Neiße           |
| 31.12.2001 | Fehrow Schmogrow | Zusammenschluss | Schmogrow-Fehrow             | Spree-Neiße           |
| 31.12.2001 | Preilack Turnow | Zusammenschluss | Turnow-Preilack              | Spree-Neiße           |
| 31.12.2001 | Gahry Gosda Jethe Mattendorf Trebendorf | Zusammenschluss | Wiesengrund                  | Spree-Neiße           |
| 31.12.2001 | Baruth/Mark Dornswalde Klasdorf Paplitz Petkus Schöbendorf                                                                                      | Zusammenschluss | Baruth/Mark                  | Teltow-Fläming        |
| 31.12.2001 | Buckow Dahme/Mark Gebersdorf Kemlitz Rosenthal                                                                                                  | Zusammenschluss | Dahme/Mark                   | Teltow-Fläming        |
| 31.12.2001 | Görsdorf Prensdorf Wildau-Wentdorf | Zusammenschluss | Dahmetal                     | Teltow-Fläming        |
| 31.12.2001 | Diedersdorf | Eingliederung   | Großbeeren                   | Teltow-Fläming        |
| 31.12.2001 | Bollensdorf Ihlow Illmersdorf Mehlsdorf Niendorf Rietdorf                                                                                       | Zusammenschluss | Ihlow                        | Teltow-Fläming        |
| 31.12.2001 | Berkholz Boitzenburg Buchenhain Funkenhagen Hardenbeck Haßleben Jakobshagen Klaushagen Warthe Wichmannsdorf                                     | Zusammenschluss | Boitzenburger Land           | Uckermark             |
| 31.12.2001 | Bagemühl Brüssow Grünberg Woddow Wollschow | Zusammenschluss | Brüssow                      | Uckermark             |
| 31.12.2001 | Carmzow Wallmow | Zusammenschluss | Carmzow-Wallmow              | Uckermark             |
| 31.12.2001 | Flieth Stegelitz | Zusammenschluss | Flieth-Stegelitz             | Uckermark             |
| 31.12.2001 | Friedenfelde Gerswalde Groß Fredenwalde Kaakstedt Krohnhorst                                                                                    | Zusammenschluss | Gerswalde                    | Uckermark             |
| 31.12.2001 | Gramzow Lützlow Meichow Polßen | Zusammenschluss | Gramzow                      | Uckermark             |
| 31.12.2001 | Lemmersdorf | Namensänderung  | Hetzdorf                     | Uckermark             |
| 31.12.2001 | Beenz Retzow Rutenberg | Eingliederung   | Lychen                       | Uckermark             |
| 31.12.2001 | Grünow Landin Schönermark | Zusammenschluss | Mark Landin                  | Uckermark             |
| 31.12.2001 | Groß Kölpin | Eingliederung   | Milmersdorf                  | Uckermark             |
| 31.12.2001 | Blankenburg Potzlow Seehausen Warnitz | Zusammenschluss | Oberuckersee                 | Uckermark             |
| 31.12.2001 | Eickstedt Schmölln Ziemkendorf | Zusammenschluss | Randowtal                    | Uckermark             |
| 31.12.2001 | Ludwigsburg Schenkenberg | Zusammenschluss | Schenkenberg                 | Uckermark             |
| 31.12.2001 | Felchow Flemsdorf Schöneberg | Zusammenschluss | Schöneberg                   | Uckermark             |
| 31.12.2001 | Ringenwalde Temmen | Zusammenschluss | Temmen-Ringenwalde           | Uckermark             |
| 31.12.2001 | Bertikow Bietikow Falkenwalde Hohengüstow | Zusammenschluss | Uckerfelde                   | Uckermark             |
| 31.12.2001 | Fahrenholz Güterberg Jagow Lemmersdorf Lübbenow Milow Nechlin Trebenow Wilsickow Wismar Wolfshagen                                              | Zusammenschluss | Uckerland                    | Uckermark             |
| 31.12.2001 | Fredersdorf Golm Zichow | Zusammenschluss | Zichow                       | Uckermark             |